# 雷沙吉兰
雷沙吉兰（英文：Rasagiline），商品名安齐来（AZILECT®）等，一种单胺氧化酶的不可逆抑制剂，作为早期帕金森病的治疗单药和作为中、晚期帕金森病 L-多巴（Levodopa） 疗法的附加用药。